# Benjamin Baltes
Benjamin Baltes (Saarbrücken, 30 maart 1984) is een voormalig Duits profvoetballer die speelde als middenvelder.

## Statistieken
| Seizoen         | Club                        | Wedstrijden | Goals | Competitie    |
| --------------- | --------------------------- | ----------- | ----- | ------------- |
| 2002/03         | KFC Uerdingen 05            | 14          | 1     | Regionalliga  |
| 2003/04         | KFC Uerdingen 05            | 25          | 0     | Regionalliga  |
| 2004/05         | KFC Uerdingen 05            | 32          | 8     | Regionalliga  |
| 2005/06         | SC Freiburg                 | 15          | 0     | 2. Bundesliga |
| 2006/07         | VfB Lübeck                  | 26          | 1     | Regionalliga  |
| 2007/08         | VfB Lübeck                  | 17          | 0     | Regionalliga  |
| 2007/08         | Rot-Weiss Essen             | 4           | 0     | Regionalliga  |
| 2008/09         | FC Erzgebirge Aue           | 10          | 0     | 3. Liga       |
| 2008/09         | Erzgebirge Aue II           | 2           | 0     | Oberliga      |
| 2009/10         | Erzgebirge Aue II           | 0           | 0     | Oberliga      |
| 2009/10         | Borussia Mönchengladbach II | 15          | 1     | Regionalliga  |
| 2010/11         | SBV Excelsior               | 10          | 0     | Eredivisie    |
| 2011/12         | Wuppertaler SV              | 25          | 0     | Regionalliga  |
| 2012/13         | KFC Uerdingen               | 29          | 9     | Oberliga      |
| 2013/14         | KFC Uerdingen               | 8           | 1     | Regionalliga  |
| Carrière totaal | Carrière totaal             | 232         | 21    |               |